# El meu germà és fill únic
El meu germà és fill únic (títol original en italià, Mio fratello è figlio unico) és una pel·lícula dramàtica italiana de 2007 dirigida per Daniele Luchetti. Està basat en una novel·la d'Antonio Pennacchi. El títol prové d'una cançó de Rino Gaetano de 1976. S'ha doblat i subtitulat al català.
La pel·lícula va guanyar quatre premis David di Donatello: millor actor (Elio Germano), millor actriu secundària (Angela Finocchiaro), millor guió i millor muntatge.

## Repartiment
- Elio Germano com a Accio Benassi
- Riccardo Scamarcio com a Manrico Benassi
- Angela Finocchiaro com a Amelia Benassi
- Massimo Popolizio com a Ettore Benassi
- Ascanio Celestini com el pare Cavalli
- Diane Fleri com a Francesca
- Alba Rohrwacher com a Violetta Benassi
- Vittorio Emanuele Propizio com el jove Accio
- Claudio Botosso com el professor Montagna
- Ninni Bruschetta com el secretari Bombacci
- Anna Bonaiuto com a Bella Nastri
- Luca Zingaretti com a Mario Nastri
- Pasquale Sammarco com el pare Tosi
- Lorenzo Pagani com a Bertini